# Філер (Айдахо)
Фі́лер (англ. Filer) — місто в окрузі Твін-Фоллс, штат Айдахо, США. Згідно з переписом 2010 року населення становило 2508 осіб, що на 888 осіб більше, ніж 2000 року.

## Географія
Філер розташований за координатами 42°34′4″ пн. ш. 114°36′40″ зх. д. / 42.56778° пн. ш. 114.61111° зх. д. (42.567642, -114.611226).  За даними Бюро перепису населення США в 2010 році місто мало площу 2,74 км², уся площа — суходіл.

## Демографія

### Перепис 2010 року
За даними перепису 2010 року, в місті проживало 2 508 осіб у 951 домогосподарствах у складі 653 родин. Густота населення становила 913,5 ос./км². Було 1 002 помешкання, середня густота яких становила 365,0/км². Расовий склад міста: 91,6 % білих, 0,1 % афроамериканців, 1,0 % індіанців, 0,1 % азіатів, 4,3 % інших рас, а також 2,9 % людей, які зараховують себе до двох або більше рас. Іспанці та латиноамериканці незалежно від раси становили 11,7 % населення.
Із 951 домогосподарства 38,9 % мали дітей віком до 18 років, які жили з батьками; 51,6 % були подружжями, які жили разом; 12,7 % мали господиню без чоловіка; 4,3 % мали господаря без дружини і 31,3 % не були родинами. 27,7 % домогосподарств складалися з однієї особи, в тому числі 10,8 % віком 65 і більше років. У середньому на домогосподарство припадало 2,64 мешканця, а середній розмір родини становив 3,23 особи.
Середній вік жителів міста становив 32,5 року. Із них 31,6 % були віком до 18 років; 6 % — від 18 до 24; 27,1 % від 25 до 44; 23 % від 45 до 64 і 12,3 % — 65 років або старші. Статевий склад населення: 48,9 % — чоловіки і 51,1 % — жінки.
Середній дохід на одне домашнє господарство  становив 47 239 доларів США (медіана — 42 188), а середній дохід на одну сім'ю — 47 635 доларів (медіана — 43 077). Медіана доходів становила 38 259 доларів для чоловіків та 30 845 доларів для жінок. За межею бідності перебувало 19,9 % осіб, у тому числі 33,6 % дітей у віці до 18 років та 8,0 % осіб у віці 65 років та старших.
Цивільне працевлаштоване населення становило 1061 осіб. Основні галузі зайнятості: освіта, охорона здоров'я та соціальна допомога — 17,6 %, виробництво — 15,1 %, роздрібна торгівля — 10,0 %, сільське господарство, лісництво, риболовля — 9,0 %.

### Перепис 2000 року
Згідно з переписом 2000 року, в місті проживало 1 620 осіб у 628 домогосподарствах у складі 420 родин. Густота населення становила 781,9 ос./км². Було 676 помешкань, середня густота яких становила 326,3/км². Расовий склад міста: 95,31 % білих, 0,31 % афроамериканців, 1,36 % індіанців, 0,12 % азіатів, 0,12 % тихоокеанських остров'ян, 1,30 % інших рас і 1,48 % людей, які зараховують себе до двох або більше рас. Іспанці та латиноамериканці незалежно від раси становили 5,74 % населення.
Із 628 домогосподарств 34,9 % мали дітей віком до 18 років, які жили з батьками; 54,0 % були подружжями, які жили разом; 9,6 % мали господиню без чоловіка, і 33,0 % не були родинами. 28,2 % домогосподарств складалися з однієї особи, в тому числі 14,2 % віком 65 і більше років. У середньому на домогосподарство припадало 2,58 мешканця, а середній розмір родини становив 3,19 особи.
Віковий склад населення: 29,0 % віком до 18 років, 9,3 % від 18 до 24, 27,2 % від 25 до 44, 19,4 % від 45 до 64 і 15,0 % від 65 років і старші. Середній вік жителів — 35 року. Статевий склад населення: 49,4 % — чоловіки і 50,6 % — жінки.
Середній дохід домогосподарств у місті становив $31 336, родин — $36 346. Середній дохід чоловіків становив $27 083 проти $20 563 у жінок. Дохід на душу населення в місті був $14 443. Приблизно 10,4 % родин і 13,7 % населення перебували за межею бідності, включаючи 17,8 % віком до 18 років і 13,8 % від 65 і старших.